# Owocolistek
Owocolistek – element słupka kwiatu roślin nasiennych, organ homologiczny z żeńskimi liśćmi zarodnionośnymi (makrosporofilami). Owocolistki mogą się zrastać pojedynczo lub po kilka, tworząc słupki.
W czasie kwitnienia owocolistek składa się z dwóch części – dojrzałej, tworzącej znamię i szyjkę słupka, oraz merystematycznej, tworzącej zalążnię. Część merystematyczna rozwija się dalej po zapłodnieniu, tworząc owocnię. W obrębie zalążni miękisz asymilacyjny owocolistków prowadzi fotosyntezę, której celem jest produkcja tlenu, wydzielanego do komory zalążni, gdzie rozwijają się zalążki.